# Beach 25th Street
Beach 25th Street, conosciuta anche con il nome di Beach 25h Street-Wavecrest, è una fermata della metropolitana di New York, situata sulla linea IND Rockaway. Nel 2014 è stata utilizzata da 519 843 passeggeri.
È servita dalla linea A Eighth Avenue Express, sempre attiva.